# Douglas DT
Douglas DT là một loại máy bay ném bom do công ty Douglas Aircraft Company chế tạo. Đây cũng là hợp đồng quân sự đầu tiên của Douglas Aircraft Company, tạo tiền đề cho sự hợp tác giữa công ty và Hải quân Hoa Kỳ. Đây là một loại máy bay hai tầng cánh, một động cơ, hai chỗ ngồi.

## Biến thể

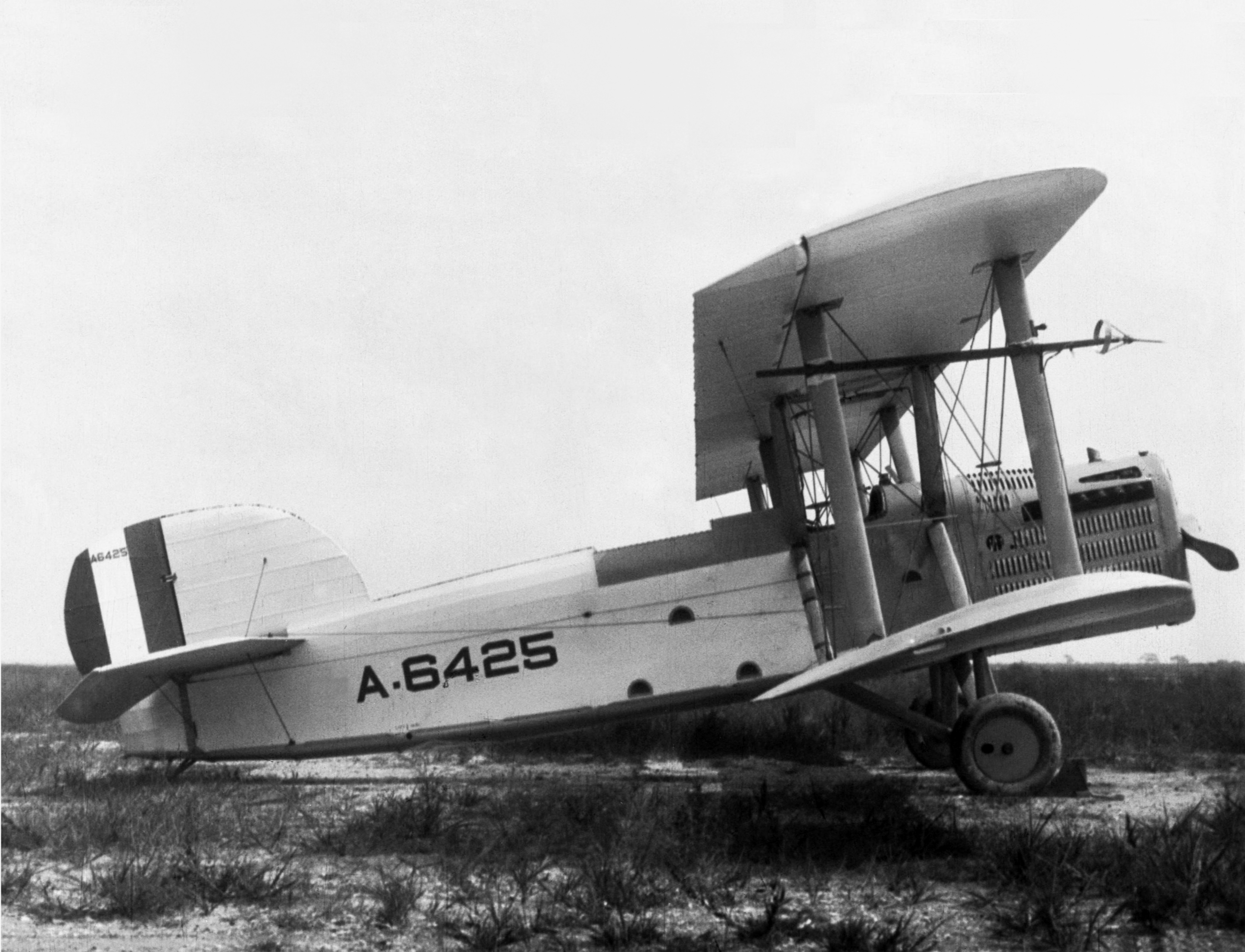
Douglas DT-2 tại Langley

DT-1Mẫu thử tiền sản xuất; 3 chiếc.
DT-2Máy bya ném bom ngư lôi hai tầng cánh, hai chỗ, lắp động cơ 450-hp (336-kW) Liberty V-12; 64 chiếc.
DT-3Phiên bản đề xuất của DT-2. Không chế tạo.
DT-44 chiếc DT-2 hoán cải thành máy bay ném bom bởi hãng Naval Aircraft Factory. Dùng động cơ Wright T-2 V-12.
DT-5DT-4 định danh lại, dùng động cơ 650-hp (523-kW) Wright T-2B V-12.
DT-61 chiếc DT-2 lắp động cơ 450-hp (336-kW) Wright P-1.
DT-2BTên định danh này dùng cho 1 chiếc DT-2 bán cho Na Uy. 7 chiếc khác tương tự được chế tạo theo giấy phép ở Na Uy.
DTBPhiên bản xuất khẩu cho Peru. 4 chiếc chế tạo cho hải quân Peru, lắp động cơ 650-hp (523-kW) Wright Typhoon V-12.
SDW-13 chiếc DT-2 định danh lại, do công ty Dayton-Wright cải tiến.

## Quốc gia sử dụng
Na Uy

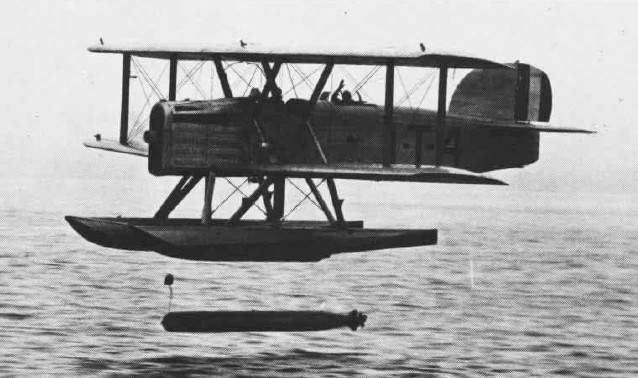
Một chiếc Douglas DT của Hải quân Hoa Kỳ đang thả ngư lôi.

- Không quân Hải quân Hoàng gia Na Uy

 Perú
- Hải quân Peru

 Hoa Kỳ
- Thủy quân Lục chiến Hoa Kỳ
- Hải quân Hoa Kỳ

## Tính năng kỹ chiến thuật (DT-2 floatplane)
Dữ liệu lấy từ McDonnell Douglas Aircraft since 1920 Vol.1
Đặc tính tổng quát
- Kíp lái: 2
- Chiều dài: 38 ft 9 in (11,8 m)
- Sải cánh: 51 ft 10 in (15,8 m)
- Chiều cao: 15 ft 1 in (4,6 m)
- Diện tích cánh: 707 foot vuông (65,7 m2)
- Trọng lượng rỗng: 4.528 lb (2.054 kg)
- Trọng lượng có tải: 7.293 lb (3.308 kg)
- Động cơ: 1 × Liberty L-12 , 450 hp (340 kW)
- Cánh quạt: 2-lá

Hiệu suất bay
- Vận tốc cực đại: 100 mph (161 km/h; 87 kn)
- Tầm bay: 274 mi; 238 nmi (441 km)
- Trần bay: 7.400 ft (2.256 m)
- Vận tốc lên cao: 345 ft/min (1,75 m/s)
- Thời gian lên độ cao: 14,5 phút lên độ cao 5,000 ft (2 m)
- Tải trên cánh: 10,3 lb/foot vuông (50 kg/m2)
- Công suất/khối lượng: 0,0617 hp/lb (0,1 kW/kg)

Vũ khí trang bị

- Súng: 1× súng máy M1919 Browning 0,30 in (7,62 mm)
- Bom: 1 ngư lôi 1,835 lb (1 kg) \